# Räknemaskin
För andra betydelser, se Räknare.

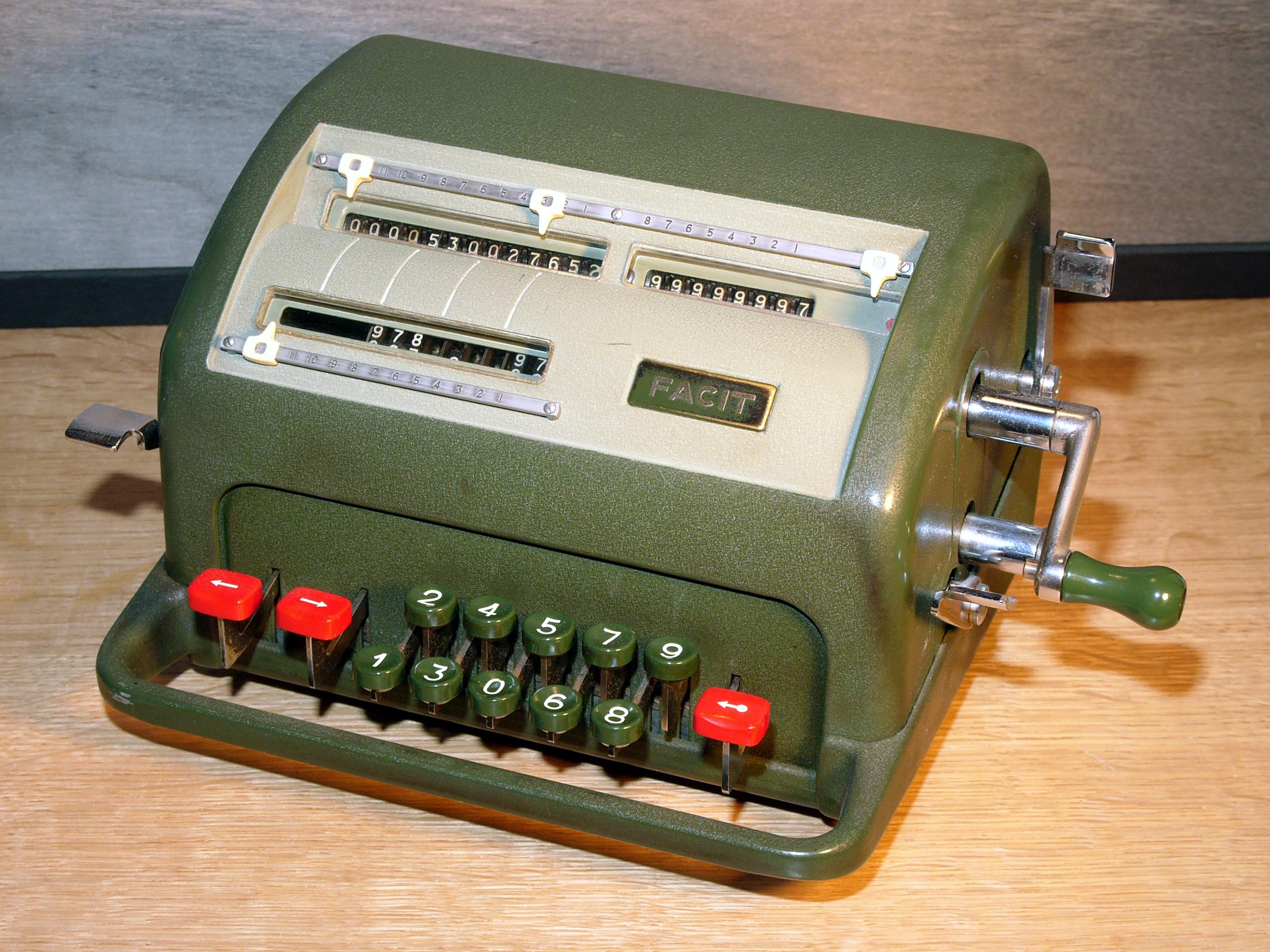
Räknemaskin av Facit AB (1954)

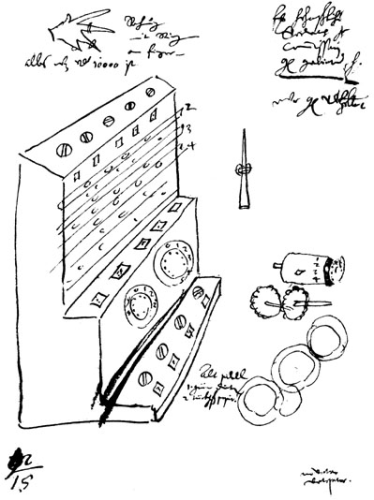
Ursprunglig ritning för Schikards räkneur (1623). Källa: [http://history-computer.com/MechanicalCalculators/Pioneers/Schickard.html F. Seck (Editor) 'Wilhelm Schickard 1592-1635, Astronom, Geograph, Orientalist, Erfinder der Rechenmaschine', Tübingen, 1978.

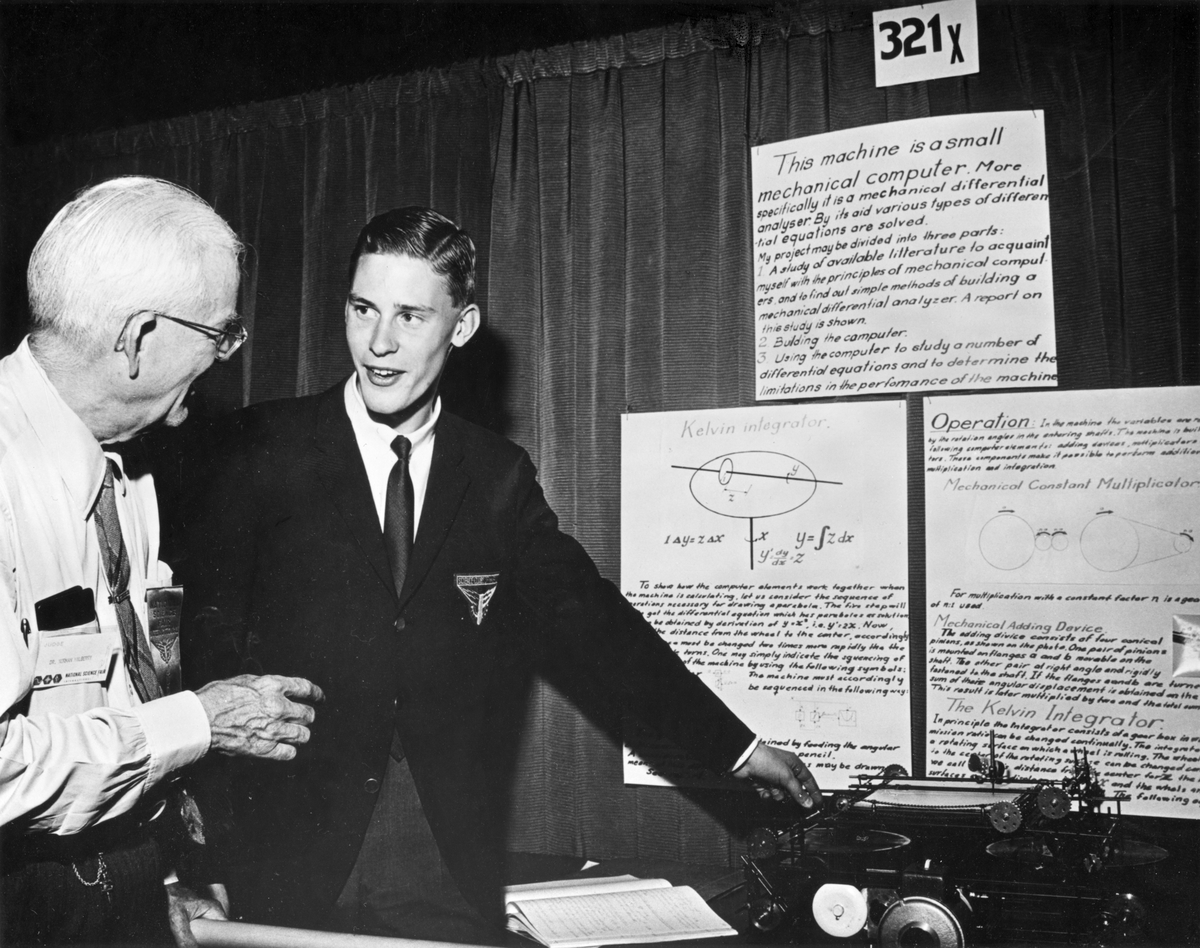
Anders Brahme förevisar sin prisvinnande mekaniska differentialekvationsmaskin, byggd i FAC System, på Unga forskares första utställning på Tekniska Museet i Stockholm 1963

En räknemaskin är en maskin som kan utföra olika sorters räkneoperationer, exempelvis addition, subtraktion, multiplikation och division. Räknemaskiner kan vara handdrivna eller elektromekaniska.

## Mekaniska
I en skriftväxling 1623 med Johannes Kepler beskriver den tyske astronomen Wilhelm Schikard sitt räkneur, en maskin för de fyra räknesätten. Maskinen föregick de mindre mångsidiga räknemaskinerna av Pascal och Leibniz med 20 år respektive 50 år. Räkneuret förstördes emellertid vid en brand 1624, kanske till följd av ett anlagt sabotage, medan den ännu var ofullständig. En fungerande kopia byggdes 1960. Maskinen kunde lägga till och dra ifrån sexsiffriga tal. Addition och subtraktion utfördes med mekaniska metoder, medan multiplikation och division krävde åtskilliga manuella ingrepp från användarens sida. Schickard avsåg att använda maskinen för beräkning av astronomiska tabeller. Namnet räkneur kom sig av att maskinen innehöll liknande komponenter som klockor, exempelvis kugghjul och växlar.
Den första fungerande mekaniska räknemaskinen för addition och subtraktion var Pascalline, som uppfanns av den franske matematikern och religionsfilosofen Blaise Pascal 1642. Han avsåg att förenkla arbetet i sin fars affär. Maskinen kom att användas för skatteberäkningar i Frankrike fram till 1799. Maskinen hade åtta hjul med siffrorna 0 till 9, som var sammankopplade med kugghjul och axlar. Ett trettiotal maskiner byggdes. Bristfällig finmekanik gjorde att de inte alltid var så funktionssäkra, bland annat vad gäller hanteringen av minnessiffra, det vill säga att när ett hjul går ett steg upp från 9 till 0, skall nästa hjul gå ett steg framåt. 
Den tyske matematikern och filosofen Gottfried Wilhelm von Leibniz konstruerade 1671 en räknemaskin för de fyra räknesätten. Leibniz sa en gång "Det är ovärdigt skickliga män att slösa tid som om man vore slavar på beräkningsarbete, som tillförlitligt skulle kunna överlåtas på vem som helst om bara maskiner användes." Maskinen var försedd med steghjul. Leibniz lyckades dock aldrig få sin maskin färdig. Den första praktiskt användbara räknemaskinen för de fyra räknesätten konstruerades av kyrkoherden Philipp Matthäus Hahn. Den visades offentligt 1774 och var byggd efter Leibniz' idé.
Fram till början av 1940-talet var alla räknemaskiner mekaniska. Under 1940-talet konstruerades de första elektromekaniska räknemaskinerna, och strax därefter de första helt elektroniska, som döptes till datorer. Begreppet räknemaskin har därefter mest använts för att syfta på de mekaniska versionerna, inte de elektroniska. Mekaniska räknemaskiner fortsatte att tillverkas under ett antal år efter att den elektroniska datorn hade skapats, eftersom de första datorerna var mycket dyra och otillförlitliga i drift. Mekaniska räknemaskiner var en betydelsefull produkt till 1960-talet.
Ett annat mekaniskt räknehjälpmedel som fortfarande används i vissa delar av världen är kulramen eller abakus.

## Miniräknare
Den mest kända sortens elektroniska räknemaskin är troligen miniräknaren. Den uppfanns av Jack Kilby, som också var uppfinnaren av mikrochipet, och det var dessa som slog ut de mekaniska räknemaskiner som tillverkades för kontorsbruk.